# 奇克城堡
奇克城堡（Chirk Castle）是位於英國威爾斯奇克附近的一座城堡。奇克城堡修建於1295年，現在是英國的一級保護建築。

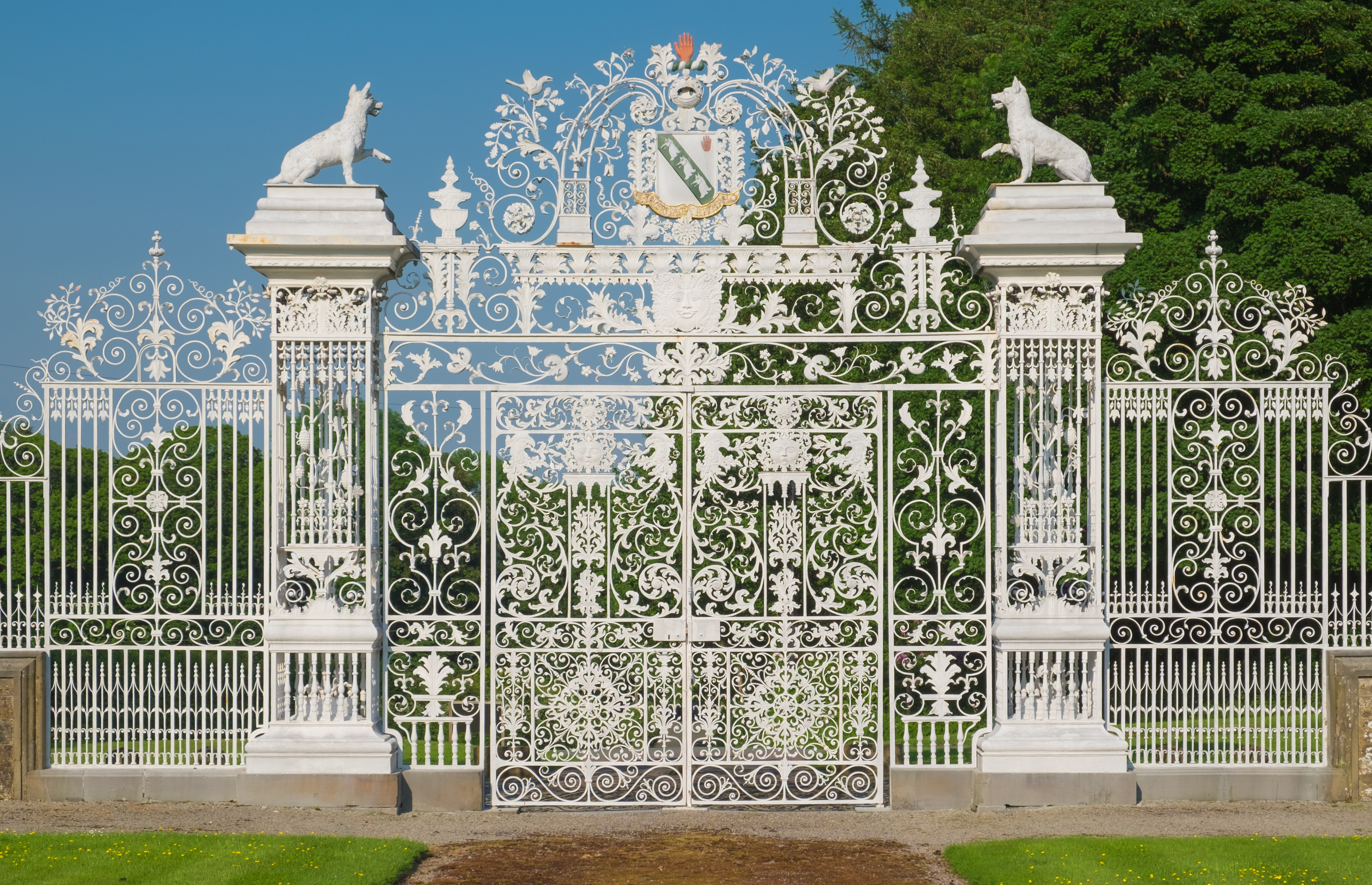
奇克城堡大門

## 外部連結
- Mahler, Margaret, , London: G. Bell and Sons, 19121912
- Chirk Castle information at the National Trust（页面存档备份，存于）
- Castles of Wales website（页面存档备份，存于）
- www.geograph.co.uk : photos of Chirk Castle and surrounding area（页面存档备份，存于）